# Újezd (Krásná)
Újezd (německy Mähring; Mähring bei Asch) byla vesnice nacházející se v západní části katastru nynější obce Krásná, na hranicích českého Karlovarského kraje a německého zemského okresu Hof v nadmořské výšce 660 metrů. Oficiálně zanikla v roce 1950. Dnes patří jako katastrální území Újezd u Krásné k obci Krásná.

## Historie
První písemná zmínka o Újezdu pochází z roku 1331, kdy vesnice patřila Neubergům. Zpočátku je vesnice nazývána Merring, až později, v 18. století získala svůj známější název Mähring. Vesnice byla obydlena německými zemědělci, kteří od 16. století prováděli luteránské bohoslužby, které tehdy začali místní Zedtwitčtí páni podporovat. Ti získali Újezd od Neubergů někdy na přelomu 14. a 15. století.
Vesnice byla dělena na tři části; Horní ves, Dolní ves a Kout. V roce 1890 dosáhl Újezd nejvyššího počtu obyvatel. Žilo zde 350 Němců, a vesnice byla povýšena na obec. Poté počet obyvatel již jen klesal, hlavně mezi světovými válkami. V roce 1861 byla postavena nová škola a roku 1865 založen hřbitov, jehož zbytky jsou dnes již jediným pozůstatkem vesnice. Poslední sčítání lidu proběhlo v roce 1939. Tehdy měl Újezd 42 domů, ve kterých žilo 175 obyvatel.
Po druhé světové válce, v roce 1946, kdy byli všichni němečtí obyvatelé vysídleni z českého území, zůstal Újezd zcela opuštěný. Domy byly drancovány a ničeny, až byly nakonec roku 1953 všechny odstřeleny a srovnány se zemí. V 70. letech 20. století byla v Újezdě postavena rota pohraniční stráže, která byla po pádu komunistického režimu opuštěna na počátku devadesátých let 20. století. V té době byl také nalezen památník obyvatelům Újezdu padlým v první světové válce, který byl v roce 1992 znovu postaven na původní místo, a na počátku 21. století restaurován. V roce 2000 k němu byla přidána deska, na které je seznam obyvatel Újezdu, kteří padli během druhé světové války.

## Obyvatelstvo
Při sčítání lidu v roce 1921 zde žilo 207 obyvatel, z nichž bylo 194 německé národnosti a 13 cizozemeců. K římskokatolické církvi se hlásilo všech 207 obyvatel.
| Rok            | 1869 | 1880 | 1890 | 1900 | 1910 | 1921 | 1930 | 1950 | 1961 | 1970 | 1980 | 1991 | 2001 | 2011 |
| -------------- | ---- | ---- | ---- | ---- | ---- | ---- | ---- | ---- | ---- | ---- | ---- | ---- | ---- | ---- |
| Počet obyvatel | 334  | 355  | 317  | 282  | 234  | 207  | 190  | —    | —    | —    | —    | —    | —    | —    |
| Počet domů     | 44   | 46   | 46   | 45   | 47   | 40   | 40   | —    | —    | —    | —    | —    | —    | —    |

## Současnost
V roce 2008 byl na místě, kde stával újezdský mlýn postaven Most Evropy. Jedná se o dřevěný most, který stojí na základech původního mostu přes místní Mlýnský potok v blízkosti Panského rybníka, který býval v minulosti používán jako koupaliště. Tento potok je dnes v tomto místě státní hranicí.
Nejbližší okolí bylo upraveno, a na německé straně je cesta k mostu napojena na velmi dobře udržovanou cyklistickou a turistickou cestu. Na české straně k tomuto mostu nevede žádná silnice ani cesta, pouze louka. V blízkosti se nachází cyklotrasa 2059. Tento most vznikl za spolupráce Smrčinského spolku Aš a Domovského spolku města Aše v Rehau s městy Aš a Rehau, a s obcí Krásná. Má být památkou na vesnici Újezd, a dalším krokem českého a německého přátelství. Slavnostního přestřižení pásky se v červenci zúčastnilo mnoho lidí z obou stran hranice. V budoucnu obec Krásná plánuje zřízení turistické stezky, která by navazovala na německou cyklotrasu, a vedla by okolo bývalého hřbitova a památníku.
Přibližně 500 metrů od Mostu Evropy se nachází nejzápadnější bod České republiky.
V roce 2009 byly v Újezdě postaveny tři 2MW větrné elektrárny, které budou energií napájet mateřskou obec Krásná.
Začátkem roku 2010 započala obnova místního hřbitova, který je dnes spolu s válečným památníkem jedinou připomínkou bývalé obce. Hřbitov, který byl více než 60 let zapomenut, zarostl mezi stromy, náhrobky i hroby byly zničeny, se tak proměnil v pietní místo uprostřed přírody. Obnovu hřbitova prováděl Smrčinský spolek Aš, spolu s obcí Krásná a městem Rehau, a s německým domovským spolkem Aš (Heimatsverein Asch). Obnova přišla na 22 tisíc eur, 18 700 eur bylo hrazeno z dotace EU. Slavnostní ukončení revitalizace se uskutečnilo 29. dubna 2010.

## Přírodní poměry
Území zaniklé vesnice se nachází ve Smrčinách. Do katastrálního území Újezd u Krásné zasahuje část národní přírodní památky Bystřina – Lužní potok.

## Galerie

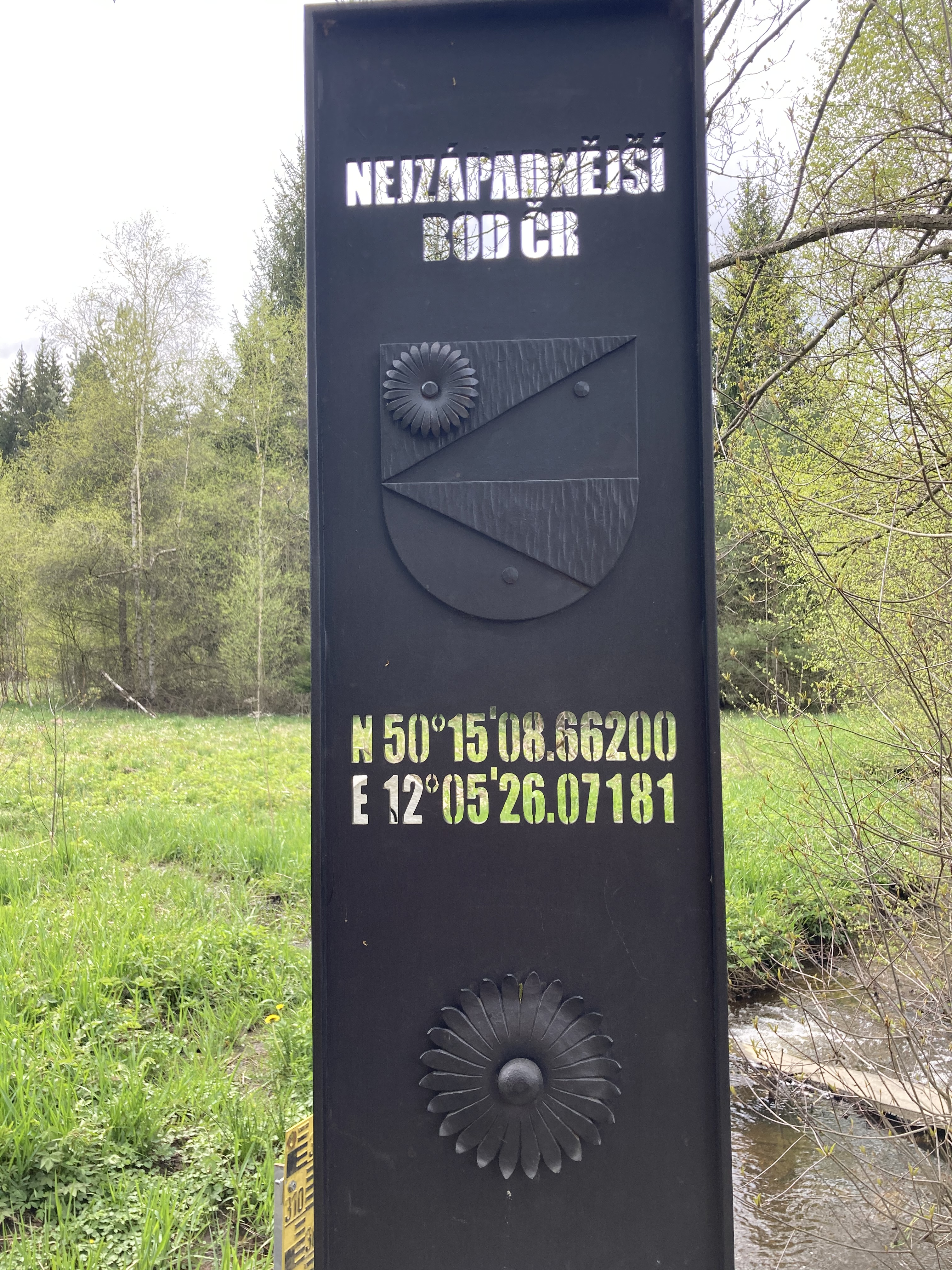
Nejzápadnější bod ČR
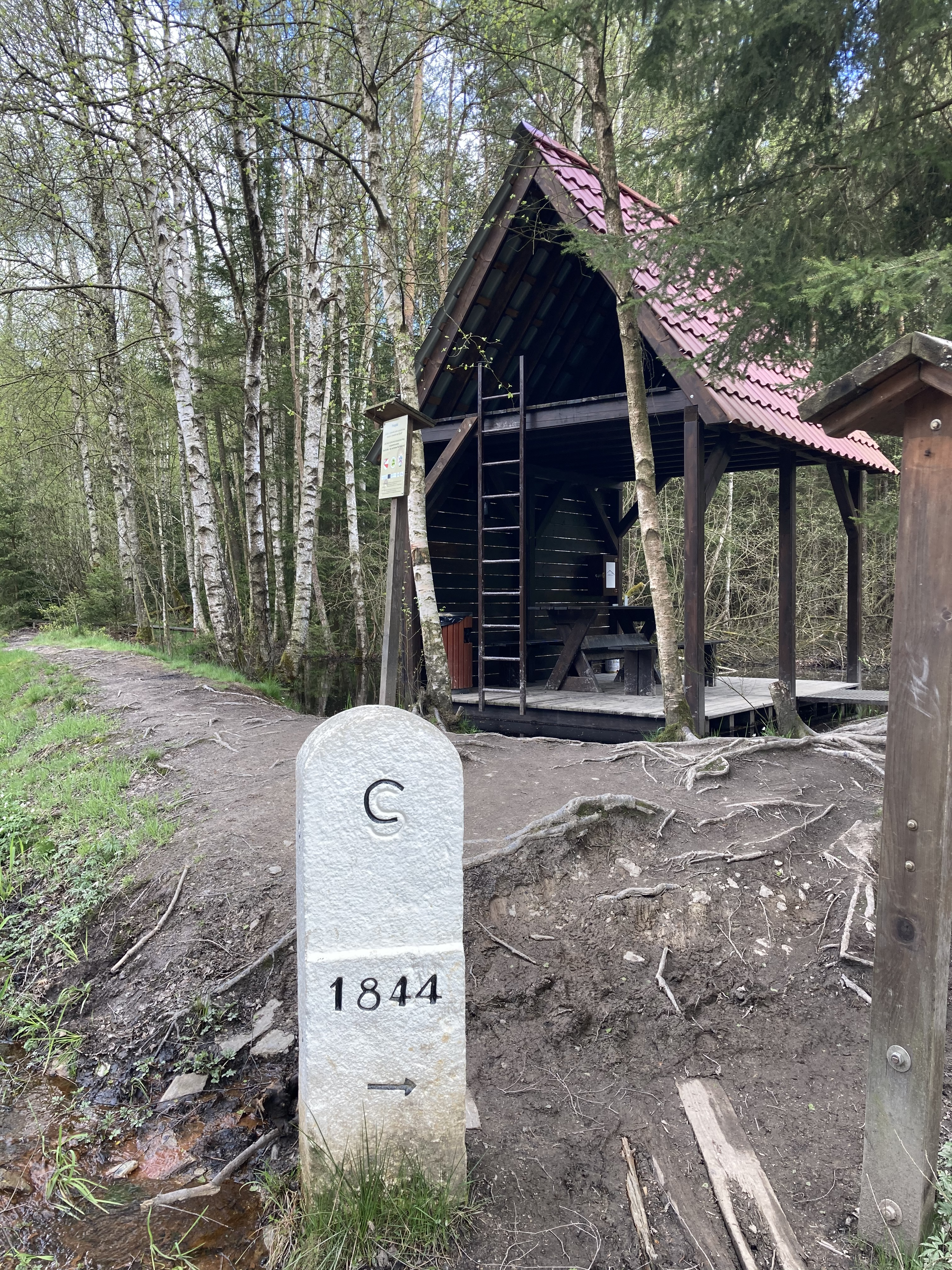
Přístřešek na nejzápadnějším bodě ČR
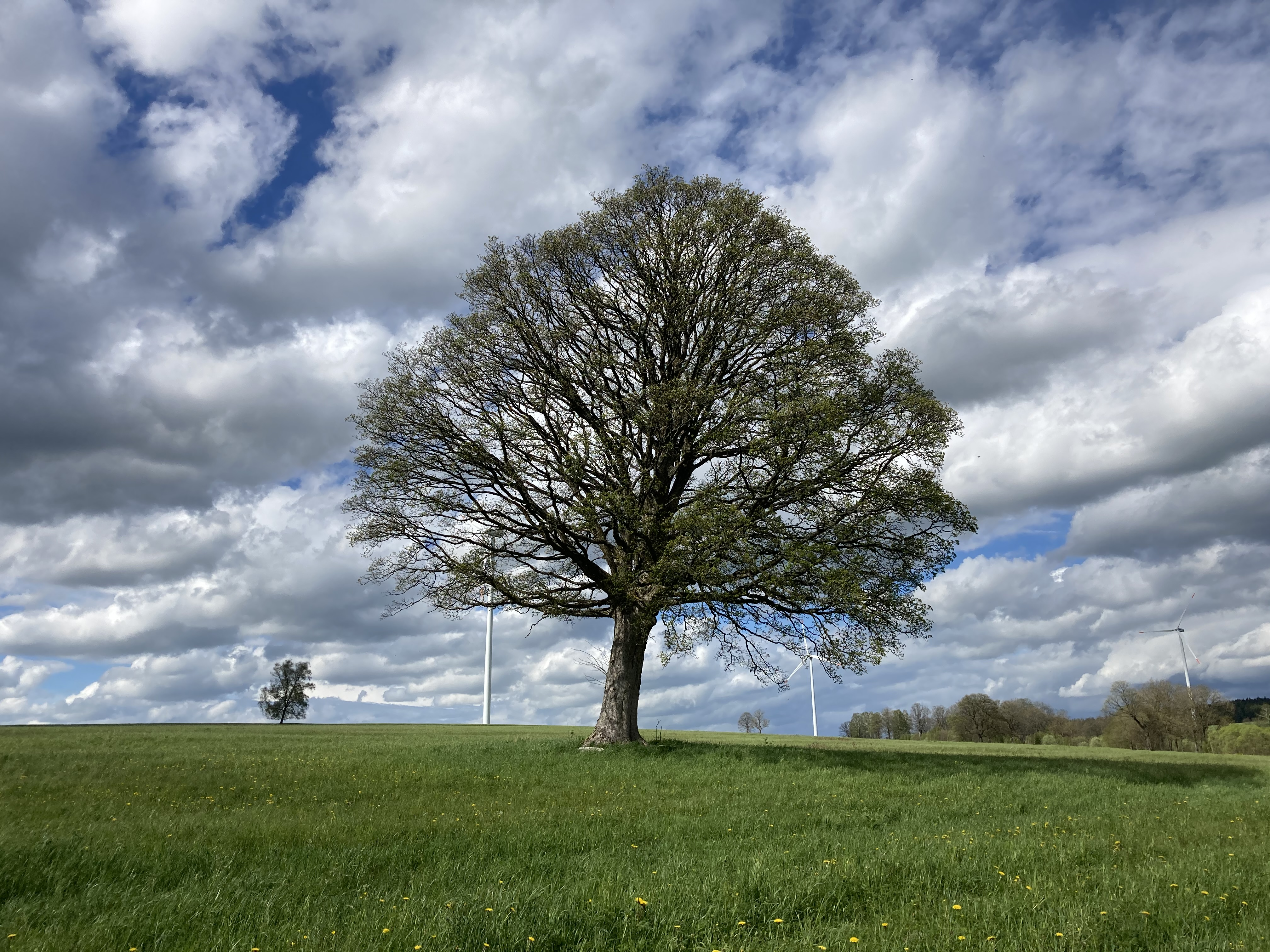
Újezdský klen
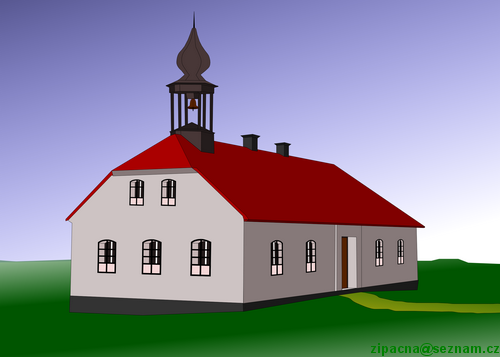
Bývalá škola v Újezdě
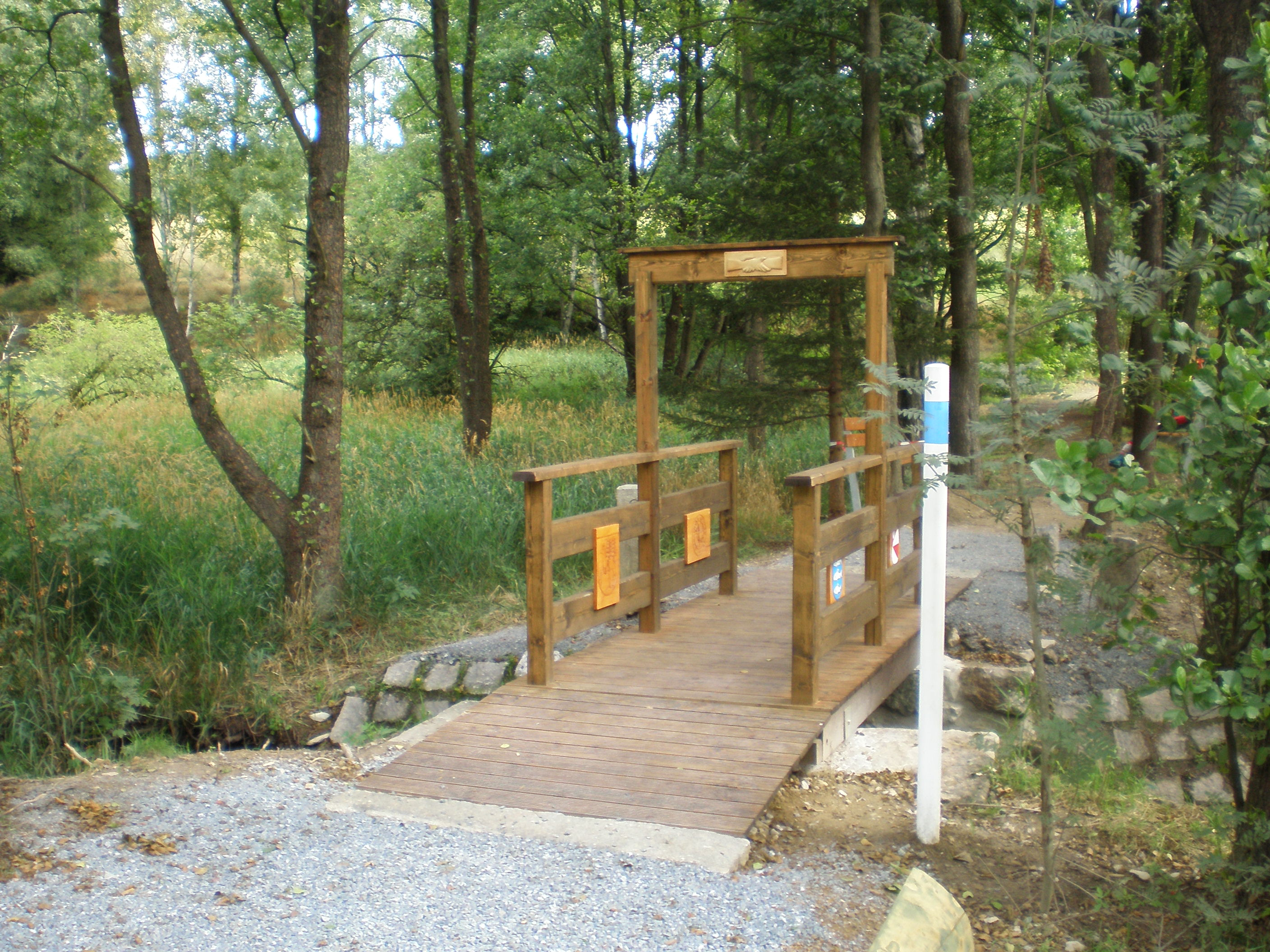
Most Evropy
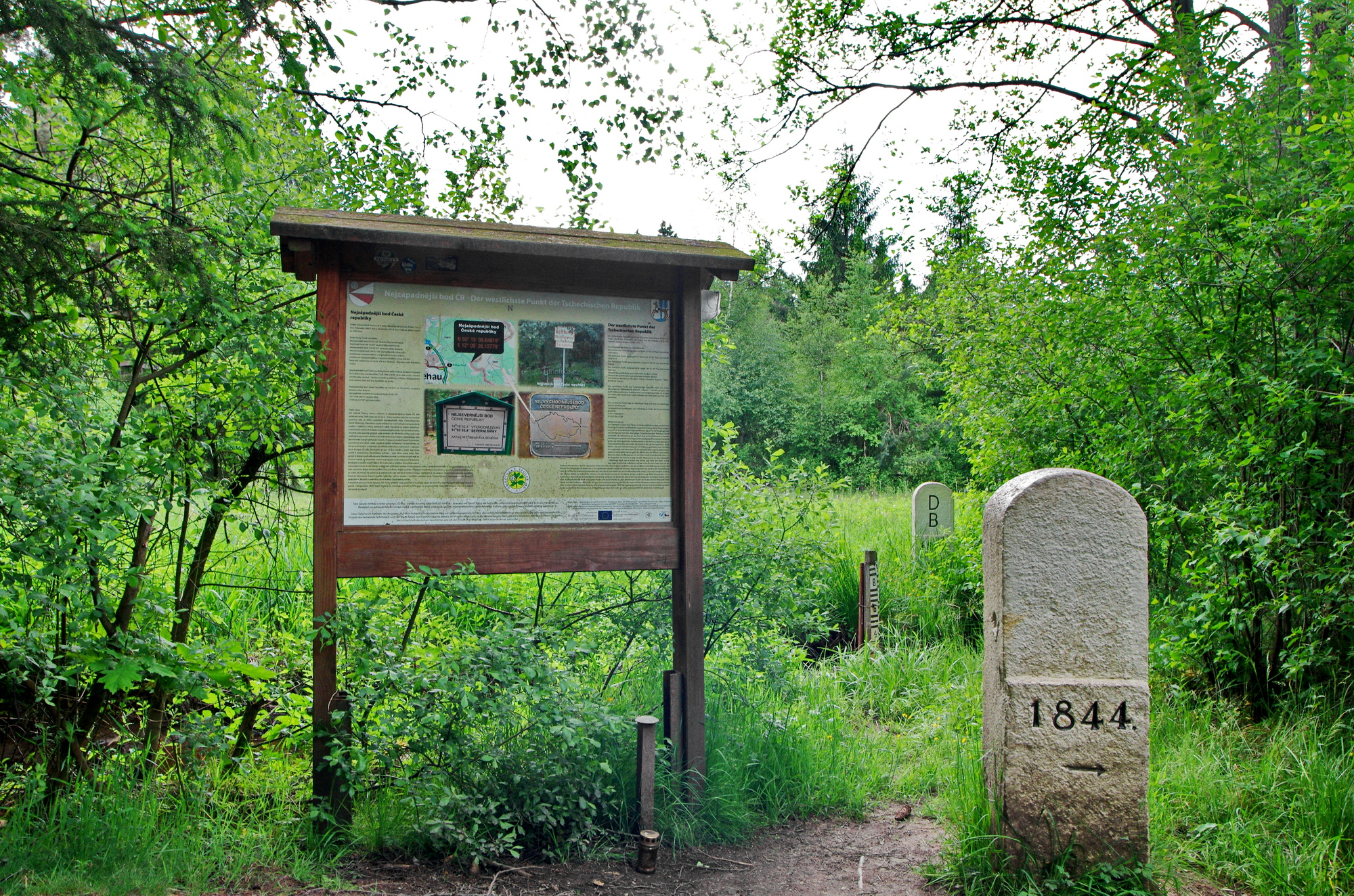
Nejzápadnější bod České republiky